# Jack Mapanje
Jack Mapanje (Kadango, 1944) è uno scrittore malawiano.
Nei suoi scritti manifesta la denuncia dei mali che affliggono il suo popolo. Proprio per questo nel 1987 è stato arrestato.